# Théorème de Mordell-Weil
Pour les articles homonymes, voir Weil.
 (août 2018).
En mathématiques, et plus précisément en théorie algébrique des nombres, le théorème de Mordell-Weil affirme que pour toute variété abélienne A sur un corps de nombres K, le groupe A(K) des points K-rationnels de A est un groupe abélien de type fini, appelé le groupe de Mordell-Weil.
Le cas particulier où A est une courbe elliptique E et K le corps des nombres rationnels Q est le théorème de Mordell, donnant la réponse à une question qui semble avoir été posée par Poincaré vers 1908 ; ce cas particulier fut démontré par Louis Mordell en 1922.

## Le théorème de Mordell-Weil
Pour K un corps de nombres et A une variété abélienne sur K, le groupe des points K-rationnels de A est finiment engendré (et abélien).
Il est donc possible d'écrire le groupe des points K-rationnels sous la forme {\displaystyle A(K)=A_{\mathrm {tors} }(K)\times \mathbf {Z} ^{r}} (produit d'un groupe fini, formé des éléments de torsion, par un groupe abélien libre de type fini).

## Histoire et commentaires autour de la preuve
La méthode des tangentes et des sécantes (une des définitions de l'addition sur une courbe elliptique) et la descente infinie de Fermat sont les deux bases de la démonstration de Mordell, qui commence par établir que le groupe quotient E(Q)/2E(Q) est fini (ce résultat est parfois appelé le théorème de Mordell-Weil faible). Pour plus de détails, voir la section correspondante de l'article Courbe elliptique.
Dans sa thèse de doctorat publiée en 1928, André Weil obtint une généralisation aux jacobiennes des courbes de genre supérieur définies sur des corps de nombres arbitraires. Pour transporter la démonstration à ce cas, des méthodes plus abstraites deviennent nécessaires, et en particulier la seconde partie de la démonstration (la descente infinie) demande d'introduire une notion de hauteur, permettant de borner la « taille » des points de A(K). Les hauteurs sont logarithmiques, et donc (en gros) proportionnelles au nombre de chiffres nécessaires pour écrire les coordonnées homogènes des points de la variété abélienne, considérée comme une variété projective (dans une représentation arbitraire, car il n'existe pas de représentation canonique de la variété en général).
Des avancées techniques ultérieures ont permis des simplifications significatives des deux parties de la preuve, en appliquant la cohomologie galoisienne à la descente, et en utilisant les meilleures fonctions de hauteur possibles (qui s'avèrent être des formes quadratiques). Le théorème laissait ouvertes un certain nombre de questions :
- Pour une courbe C dont la jacobienne est A, l'intersection de C et de A(K) peut-elle être infinie, autrement dit, C peut-elle avoir un nombre infini de points « rationnels »? La réponse est négative sauf si C est une courbe elliptique (C = A et le genre de C est 1; si le genre de C est 0, alors A=0 mais C peut avoir une infinité de points rationnels), d'après la conjecture de Mordell, devenue le théorème de Faltings en 1983.
- C peut-elle contenir un nombre infini de points de torsion de A ? Là aussi, la réponse est négative, sauf dans le cas des courbes elliptiques, selon la conjecture de Manin-Mumford (en) démontrée également en 1983 par Michel Raynaud. Dans le cas des courbes elliptiques, la structure du groupe de torsion de C(K), si K est le corps des nombres rationnels, est donnée par le théorème de Mazur.
- À quoi est relié le rang de la courbe (c'est-à-dire le rang de la composante sans torsion du groupe A(K)) ? C'est l'objet de la conjecture de Birch et Swinnerton-Dyer, dont on ne sait encore démontrer que quelques cas particuliers.
- Comment calculer le rang ? C'est un problème difficile, qu'on ne sait pas toujours résoudre de manière effective ; voir à ce sujet la section correspondante de l'article Courbe elliptique.